# Matt Heaton
Matt Heaton (Godmanchester, Quebec, 9 de febrero de 1993) es un jugador profesional canadiense de rugby que se desempeña en la posición de ala abierto en Rugby Football Club Los Angeles, equipo perteneciente a la liga Major League Rugby.

## Carrera
En 2019, Heaton se unió al equipo Rugby Football Club Los Angeles, con el cual disputa su quinta temporada en la Major League Rugby. También fue parte de la Selección de rugby de Canadá.